# 屋根裏の散歩者
『屋根裏の散歩者』（やねうらのさんぽしゃ）は、1925年（大正14年）に発表された江戸川乱歩の短編探偵小説。明智小五郎シリーズの5作目。博文館の探偵小説雑誌『新青年』の1925年8月号に掲載された。犯人の視点で事件が語られる倒叙の形式をとるが、本格ものとしては厳密性を欠く。
書籍刊行としては1926年1月の『創作探偵小説集第二巻「屋根裏の散歩者」』（春陽堂）が初。また、明智小五郎シリーズの代表作として映画やテレビドラマとして数多く映像化された。原作はごく短い作品だが、細部や背景を大幅に膨らませて、または他の短編の要素を組み合わせて長編映画化されるケースが多い。

## 概要
博文館の探偵小説雑誌『新青年』で、1925年（大正14年）の8月増刊号に掲載された。同年大正14年の6月 に大阪府北河内郡守口町（現在の守口市）の自宅で執筆された作品である。
乱歩は1917年（大正6年）に鳥羽造船所電機部（現シンフォニアテクノロジー）に就職したがこの時会社をサボって社員寮の押し入れに隠れて寝ていた経験と、守口町の自宅の屋根裏に侵入し徘徊した経験から着想を得た。乱歩は当初庶務課へ配属されたが、技師長が乱歩を気に入り本来の業務ではなく地域交流の仕事に回され、無断欠勤してもとがめられないなど自由に行動していたという。
本作が執筆された1925年は『D坂の殺人事件』を皮切りに乱歩が専業作家として歩み始めた年で、森下雨村の好意により『新青年』誌上で6ヶ月連続掲載を受け持ったが、2作目の『心理試験』で既に種が尽きていたと言い、4作目の『赤い部屋』を除けば酷い状態で、特に『黒手組』（3作目）や『幽霊』（6作目）は駄作や愚作とまで言い切っている。本作の執筆はまさにその苦境の只中にあり、さらに父親が末期の喉頭癌を患い、三重県山中の行者祠を治癒嘆願にすがり、祠のそばの空家を買って夫妻で住み込んでいて、乱歩は時折この家に通って親の世話をしていた。執筆に詰まっていた乱歩は締め切り日にもちょうどこの家に来ていて、古畳に腹ばいになって結末を書いたと言い「書き上げて了った時はペチャンコになってしまって、もう俺は駄目だと悲しんでいた」「間に合わせなメチャメチャなものだった」「（着想そのものに魅力を感じて執筆したので）犯罪発覚の論理性は取ってつけたようなものになった。論理探偵小説としては不合格かもしれない」と回顧している。実際、後述のようにその探偵小説としての厳密性は酷評されたものの、その着想や犯人の心理描写が高く評価されて案外好評であったために、「またいい気になって次の小説を書き出したという思い出がある」と語っている。
当初本作は、乱歩が温めていた「天井裏に潜んだ犯罪者が節穴から発砲して殺人を成功させる」という推理小説のトリックが原案となっている。が、論理的に無理があり、実用にならないと放置していたが、「種のない苦しまぎれに、あきらめ悪くネチネチと考えていたら、徐々に変形して結局『屋根裏』が出来上がった」という。この案と、自身が鳥羽造船所勤めだったころに会社をサボって押し入れに隠れ、天井裏の散歩を妄想していたことを結び合わせることで、乱歩は本作を書く気になった。大阪に住まいを移した乱歩は、自宅の屋根裏を実際に覗いてみて、その光景を半時間も楽しんだという。平林初之輔からは「自分の家の天井裏を歩き回って、その体験談を小説にした作家なんて、古今東西に例がないだろう」と、不思議な作家であることを強調されたといい、乱歩自身も「古い読者の記憶に残っている作品の一つだから、私の代表作の短編集には、いつも入れている」と語っている。ただし、「西洋の住居には屋根裏がないだろう」との判断で乱歩は本作を英訳短編集には加えなかった。
本作で殺人手段として節穴から毒薬を垂らす手法が描かれるが、節穴と被害者の口とが垂直線上につながる状況の説明が難しく、これは乱歩も「困ったところ」と述懐しており、各方面から批難と助言を受けたという。また甲賀三郎からは作中の塩酸モルヒネの量では致死量に足りないと指摘を受けている。

## あらすじ
郷田三郎は学校を出ても定職に就かず、親の仕送りを受けて暮らしている。酒、女をはじめあらゆる遊戯に興味を持てず、退屈な日々を送り、下宿を転々としていた。ここで郷田は友人の紹介で素人探偵の明智小五郎と知り合い、「犯罪」に興味を持つようになる。浅草公園で、戯れに壁に白墨で矢印を描き込んだり、意味もなく尾行してみたり、暗号文をベンチに置いてみたり、また労働者や乞食、学生に変装してみたりしたが、ことさら女装が気に入って、女の姿できわどい悪戯をするなど、「犯罪の真似事」を楽しみ始めた。
3カ月ほどして「犯罪の真似事」にも飽きた頃、郷田は新築の下宿屋、「東栄館」に引っ越した。明智と知り合ってから1年以上が過ぎ、郷田は再び空虚な時間を持て余していた。ある日郷田は偶然に、押し入れの天井板を外して屋根裏に入れることに気付く。その日から、郷田の「屋根裏の散歩」が始まった。屋根裏は各部屋の仕切りがなく、節穴から同宿人たちの私生活が筒抜けだった。郷田は他人の秘密の盗み見にすっかり夢中になってしまう。ある日、郷田は虫の好かない歯科医助手の遠藤が節穴の真下で口を開けて眠っているのを見ているうちに、遠藤がかつてモルヒネで心中を図ったと語っていたのを思い出し、節穴からモルヒネを垂らして遠藤を毒殺することを思いつく。遠藤の部屋からモルヒネを盗み出した郷田は、実行を迷っているうちに、節穴の真下に口が来る場合はむしろ少ないことに気付き思いとどまるものの、毒薬を持ったまま遠藤の動静を探り続ける。その後、再度節穴と口が一直線上に並ぶ場面に出くわした郷田はモルヒネを遠藤の口に落とし殺害、節穴から瓶を落として穴を塞ぎ、遠藤の死は自殺として処理される。
3日後、明智が遠藤の事件を調べに東栄館を訪れる。明智は自殺するつもりの遠藤が目覚ましをかけていたこと、几帳面な遠藤がモルヒネの瓶を雑に扱っていたこと、遠藤の死んだ日から郷田が煙草を吸わなくなったことをもって、もともと犯罪嗜好のあった郷田が遠藤を殺したものと推理する。屋根裏から登場し、架空の証拠によって郷田に自白させた明智は、郷田がもう自首を決めているから警察には知らせないと言って去る。モルヒネの瓶が煙草入れに落ち、中身が煙草にこぼれたところを見ていた郷田は、そのため無意識に煙草嫌いになっていたのだった。

## 映画化

### 1970年版
タイトルは『密戯抄 屋根裏の散歩者』。監督は木俣堯喬、制作はプロダクション鷹。
モルモット吉田は本作が1970年9月に映倫の審査を受けて長編成人映画指定を受けた ことが確認できるものの、実際に上映された記録がなく、本作のあらすじもわからないと述べている

### 1976年版
タイトルは『江戸川乱歩猟奇館 屋根裏の散歩者』配給は日活。日活ロマンポルノの一作である。大きな戦前風アパートをロケセットとし、当時まだ残っていた古い町並み、室内場面のスタジオセットや夢の島ロケを組み合わせて大正風俗を再現した。同時上映『金閣寺』。
- キャスト
  - 清宮美那子- 宮下順子
  - 郷田三郎 - 石橋蓮司
  - 遠藤 - 八代康二
  - 清宮浩一郎 - 長弘
  - 富田美幸 - 渡辺とく子
  - 淫売婦 - 中島葵
  - 道化師 - 夢村四郎
  - 蛭田 - 織田俊彦
  - モデル - 秋津令子
- スタッフ
  - 監督 - 田中登
  - 脚本 - いどあきお

### 1992年版
- キャスト
  - 郷田三郎 - 三上博史
  - 明智小五郎 - 嶋田久作
  - 遠藤 - 六平直政
  - 新庄奈々子 - 加賀恵子
  - 秋月煕子 - 宮崎ますみ
  - 崎村珠代 - 鈴木奈緒
  - 大鷹栄治 - 斉藤聡介
  - 魚谷和枝 - 清水ひとみ
  - 住人 - 高木均
  - 片鍋喜一郎 - 堀内正美
  - 越塚恵蔵 - 寺田農
- スタッフ
  - 監督 - 実相寺昭雄
  - 脚本 - 薩川昭夫
  - 音楽 - 松下功
  - 音楽プロデューサー - 大月俊倫、神保敏文
  - 撮影 - 中堀正夫
  - 照明 - 牛場賢二
  - 録音 - 木村瑛二
  - 美術 - 池谷仙克
  - 編集 - 井上治
  - 音響効果 - 斉藤昌利
  - スタジオ - にっかつ撮影所
  - 現像 - 東京現像所
  - プロデューサー - 一瀬隆重、瀬田素、石原真
  - 制作協力 - コダイ
  - 企画協力 - オズ、アワナ株式会社
  - 製作者 - 田澤正稔、鵜之澤伸
  - 企画 - 滝本裕雄、川城和実
  - 製作 - TBS、バンダイ（著作権表記ではプレックス名義）

### 2007年版
タイトルは『エロチック乱歩　屋根裏の散歩者』。製作は円谷エンターテインメント。
- キャスト
  - 富岡奈緒子 - 嘉門洋子
  - 桜井優介 - 窪塚俊介
  - 山根重道- 村木仁　
  - 阿久津文代 - 遊井亮子
  - 日下カオリ - 永瀬ひかり
  - 阿久津マドカ - 清水萌々子
  - 阿久津啓一 - 木下ほうか
  - 八木沼隆弘 - でんでん
- スタッフ
  - 監督 - 三原光尋
  - 製作 - 松下順一
  - プロデューサー - 武内健
  - 脚本 - 井土紀州

### 2016年版
同名タイトルで、2016年7月23日から8月5日までシネマート新宿にて公開。「江戸川乱歩エロティックシリーズ」の第3弾として映画化。主演は木嶋のりこと間宮夕貴。R18作品。
- スタッフ
  - 監督・脚本・編集 - 窪田将治
- キャスト
  - 大内照子：木嶋のりこ
  - 黒木直子：間宮夕貴
  - 郷田三郎：河合龍之介
  - 明智小五郎：草野康太
  - 文代：松本若菜
  - 矢部太郎
  - 柳憂怜
  - 浪越警部：近藤芳正
  - 遠藤：淵上泰史

## テレビドラマ
- 1962年、『ミステリーベスト21』（NET）の一つとして放送された。
- 1970年、『江戸川乱歩シリーズ 明智小五郎』（東京12チャンネル）の10話として放送された。
- 1988年、土曜ワイド劇場『江戸川乱歩の美女シリーズ』（テレビ朝日）にて「日時計館の美女」として放送された。
- 2016年、『シリーズ・江戸川乱歩短編集　1925年の明智小五郎』（NHK BSプレミアム）において放送された（後述）。

### シリーズ・江戸川乱歩短編集
NHK BSプレミアムにおいて、2016年1月24日（日）23:20～23:50放送。『D坂の殺人事件』『心理試験』『屋根裏の散歩者』の初期作を連続してドラマ化した第3作である。シリーズは基本的に原作小説をそのまま朗読、俳優が台詞部分を演じる形式で、そのため「最も原作に忠実」を謳い文句にしている。
明智小五郎は三作ともに女性である満島ひかりが演じている。『D坂』の和服から『心理試験』の洋装と変化した明智は、本作ではよりスタイリッシュな制服になり、髪も蓬髪ではなくストレートである。犯人役の郷田三郎には、プロの俳優ではない柔道家・篠原信一が起用された。
- スタッフ
  - 演出・CG制作：渋江修平
  - 音響効果：佐藤秀国
  - 撮影：杉中敏行
  - 照明：高坂俊秀
  - 音声：上山隆司
  - 編集：飯干洋祐
  - 美術：福井大
  - スタイリスト：Baby mix
  - ヘアメイク：星野加奈子
  - リサーチャー：明仁絵里子
  - 取材：北川主馬
  - プロデューサー：淵邉恵美
  - 制作統括：千葉聡史、松永真一、長嶋甲兵
  - 制作：NHKエンタープライズ
  - 制作・著作：NHK、テレコムスタッフ
- キャスト
  - 明智小五郎：満島ひかり
  - 郷田三郎：篠原信一
  - 遠藤：村杉蝉之介
  - 北村(遠藤の友人)：白仁裕介
  - 東栄館の女：涼香
  - 朗読：國村隼

## テレビアニメ
- 1986年、『青春アニメ全集』（日本テレビ）

## 漫画
『江戸川乱歩恐怖シリーズ 屋根裏の散歩者』（『週刊少年キング』少年画報社、昭和45年）
古賀新一作。舞台は現代。明智は登場せず、郷田が屋根裏で自身のドッペルゲンガーに遭うなど、オリジナルな展開となっている。
『屋根裏の散歩者』（秋田書店 ISBN 978-4-253-12761-5）
長田ノオト作。
「穴男～屋根裏の散歩者～」（集英社 『江戸川乱歩 異人館』1巻（ISBN 978-4-088-79126-5））
山口譲司作。

## 収録
- 光文社文庫『屋根裏の散歩者』
- 新潮文庫『江戸川乱歩傑作選』
- 角川ホラー文庫 『屋根裏の散歩者 江戸川乱歩ベストセレクション3』
- 集英社文庫『明智小五郎事件簿 1』平山雄一・編（2016年）

## 関連作品
- 『陰獣』 - 江戸川乱歩が1928年（昭和3年）に発表した作品。謎の猟奇小説家大江春泥の小説「屋根裏の遊戯」など、本作がセルフパロディとして登場する。
- 『屋根裏の散歩者』 - 有栖川有栖の短編でオマージュ作品。作家アリスシリーズ。短編集『ロシア紅茶の謎』に収録。
- 『地獄』- アンリ・バルビュスの小説（1908年）。宿屋の隣室の人々を壁の穴から覗く男の話。
- 『美少年シリーズ』 - 3巻は『屋根裏の美少年』。当シリーズのタイトルは江戸川乱歩の作品名から取られている。